# 델리아 가르세스
델리아 가르세스(Delia Garcés, 1919년 10월 13일 ~ 2001년 11월 7일)는 아르헨티나의 배우이다. 